# Neoceratodontidae
Neoceratodontidae é uma família de peixes pulmonados, com dois gêneros reconhecidos, Mioceratodus e Neoceratodus, que contém a única espécie viva desta família, o Neoceratodus forsteri, o peixe pulmonado australiano.